# حقیقت و زیبایی
حقیقت و زیبایی کتابی از بابک احمدی است که درباره هنر و زیبایی‌شناسی نگاشته شده است. احمدی در پیشگفتار می‌نویسد:
نسبت زیبایی و هنر با حقیقت چیست؟ عنوان کتابی که در دست دارید حقیقت و زیبایی است، این عنوان مسیر اصلی ما را در این رشته درس‌ها حاصل می‌کند. اگر افلاطون به نام حقیقت، هنر را -که سرچشمه نابخردی‌اش می‌انگاشت- محکوم می‌کرد، و تقلید هنری و شعرها را بارها دور از حقیقت می‌شناخت، کارش استوار به برداشتی خاص از حقیقت بود که به گمان مارتین هایدگر تا امروز باقی است.

## اطلاعات کتاب‌شناختی
چاپ اول کتاب در سال ۱۳۷۴ توسط نشر مرکز منتشر شده است. چاپ بیستم کتاب در ۵۹۶ صفحه در سال ۱۳۹۰ توسط نشر مرکز به طبع رسیده است. کتاب شامل یک پیشگفتار و ۱۳ فصل در قالب ۲۶ درس است. همچنین دو پیوست و واژه‌نامه دارد. 

## جوایز
این کتاب در چهاردهمین دوره  جایزه کتاب سال ایران، به‌عنوان شایستهٔ تقدیر معرفی شد.

## فهرست
1. بحث مقدماتی
2. دشواری‌های تعریف زیبایی
3. هنر و روح دوران
4. از نگاه هنرمند
5. زمینه‌های اجتماعی اثر هنری
6. هنر و مدرنیت
7. از بیانگری تا شکل
8. ساختار اثر هنری
9. ناخودآگاهی و هنر
10. تاویل و دریافت مخاطب
11. تماس با اثر هنری
12. معمای معنا
13. راز اثر هنری